# Số nguyên tố Mersenne
Số nguyên tố Mersenne là một số nguyên tố có giá trị bằng 2n − 1. Ví dụ 31 là số nguyên tố Mersenne vì 31 = 25 − 1 (31 và 5 đều là số nguyên tố). Số nguyên tố Mersenne đặt theo tên Nhà toán học Marin Mersenne.
Điều kiện cần để số Mn nguyên tố là n là số nguyên tố, 24 -1 = 15 là hợp số vì 4 không là nguyên tố, nhưng suy đoán ngược lại không đúng: ví dụ số Mersenne 2047 = 211 − 1 không là nguyên tố vì nó chia hết cho 89 và 23, mặc dù số 11 là số nguyên tố.
Hiện nay, các số nguyên tố lớn nhất được tìm thấy thường là số nguyên tố Mersenne.
Các số nguyên tố Mersenne có quan hệ chặt chẽ với các số hoàn thiện, nghĩa là các số bằng tổng các ước chân chính của nó. Trong lịch sử, việc nghiên cứu các số nguyên tố Mersenne đã từng bị thay đổi do các liên quan này; vào thế kỷ IV TCN, Euclid phát biểu rằng nếu M là số nguyên tố Mersenne thì M(M+1)/2 là số hoàn thiện. Vào thế kỷ XVIII, Leonhard Euler chứng minh rằng tất cả các số hoàn thiện chẵn đều có dạng này. Không một số hoàn thiện lẻ nào được biết, và người ta nghi ngờ rằng chúng không tồn tại.

## Tìm các số nguyên tố Mersenne
Đẳng thức sau
{\displaystyle 2^{ab}-1=(2^{a}-1)\cdot \left(1+2^{a}+2^{2a}+2^{3a}+\dots +2^{(b-1)a}\right)}
cho biết rằng Mn có thể là số nguyên tố chỉ nếu chính n là số nguyên tố, điều đó làm giản lược bớt việc tìm các số nguyên tố Mersenne. Mệnh đề đảo, nói rằng Mn là số nguyên tố nếu n là số nguyên tố là sai. Số nhỏ nhất cho ví dụ này là 211-1 = 23×89, là hợp số.
Đã có một số thuật toán tối ưu hóa để tìm số nguyên tố Mersenne, do đó hiện nay người ta đã biết các số nguyên tố Mersenne rất lớn.
Bốn số nguyên tố Mersenne đầu tiên {\displaystyle M_{2}=3}, {\displaystyle M_{3}=7}, {\displaystyle M_{5}=31} và {\displaystyle M_{7}=127} đã được biết từ cổ xưa. Số thứ năm, {\displaystyle M_{13}=8191}, được tìm thấy vào trước năm 1461; hai số tiếp theo ({\displaystyle M_{17}} và {\displaystyle M_{19}}) tìm thấy bởi Cataldi vào năm 1588, đồng thời ông còn dự đoán cho các số mũ 23 (đã bị Fermat bác bỏ), 29 (đã bị Fermat bác bỏ), 37(đã bị Euler bác bỏ). Sau hơn một thế kỷ {\displaystyle M_{31}} được kiểm tra bởi Euler vào năm 1750 bằng Lý thuyết chỉ số. Số tiếp theo (trong lịch sử, không theo thứ tự số) là {\displaystyle M_{127}}, do Lucas tìm thấy vào năm 1876, sau đó {\displaystyle M_{61}} do Pervushin tìm vào năm 1883. Hai số nữa ({\displaystyle M_{89}} và {\displaystyle M_{107}}) được tìm thấy vào thế kỷ XX, bởi Powers vào năm 1911 và 1914.
Từ thế kỷ XVII, các số này được mang tên nhà toán học Pháp Marin Mersenne, người đã chứng minh và dự đoán một loạt các số nguyên tố Mersenne với các số mũ: 2, 3, 5, 7, 13, 17, 31, 67, 127, 257. Danh sách của ông đã mắc một số sai lầm, như bao gồm cả M67 (được Kohler chứng minh là hợp số vào năm 1901, cụ thể: {\displaystyle 2^{67}-1=193.707.721\times 761.838.257.287}), M257 (được chứng minh là hợp số vào năm 1952), và bị bỏ quên M61, M89 và M107.
Phương pháp tốt nhất để kiểm tra tính nguyên tố của các số Mersenne được dựa vào sự tính toán một dãy tuần hoàn, được phát biểu đầu tiên bởi Lucas năm 1878 và chứng minh bởi Lehmer vào những năm 1930. Hiện nay nó được gọi là kiểm tra Lucas-Lehmer với số Mersenne. Đặc biệt, ta có thể chứng minh rằng (với {\displaystyle n>2}) {\displaystyle M_{n}=2^{n}-1} là số nguyên tố nếu và chỉ nếu Mn chia hết cho Sn-2, trong đó {\displaystyle S_{0}=4} và với {\displaystyle k>0}, {\displaystyle S_{k}=S_{k-1}^{2}-2}.

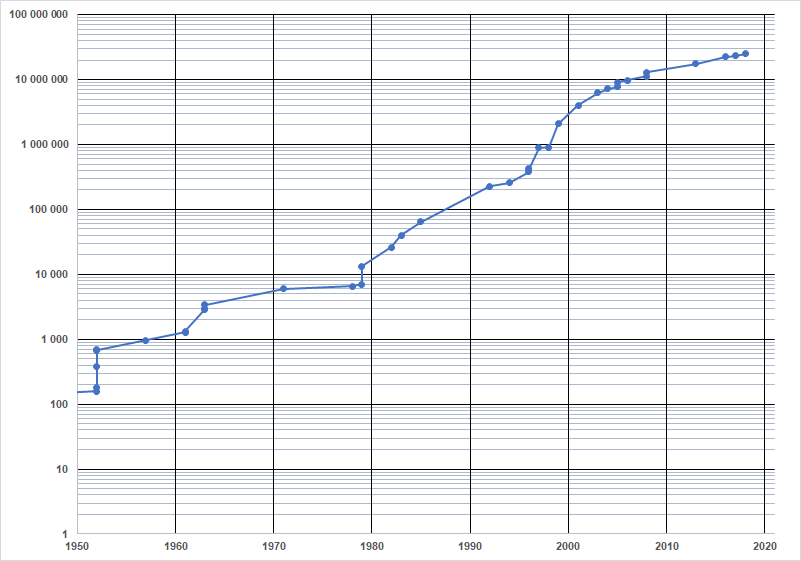
Đồ thị biểu diễn số các chữ số của số nguyên tố Mersenne lớn nhất đã biết theo từng năm của kỷ nguyên điện tử. Chú ý rằng trục tung độ đã được logarit hóa.

Việc tìm các số nguyên tố Mersenne thực sự được cách mạng bởi các máy tính điện tử số. Thành công đầu tiên của tư tưởng này thuộc về số nguyên tố Mersenne, M521, nhờ nỗ lực khéo léo vào lúc 10:00 P.M. ngày 30-1, 1952 khi sử dụng máy tính tự động Western U.S. National Bureau of Standards (SWAC) tại Institute for Numerical Analysis thuộc Đại học California tại Los Angeles, dưới sự điều khiển trực tiếp của Lehmer, sử dụng chương trình viết và chạy bởi GS R.M. Robinson. Nó là số nguyên tố Mersenne đầu tiên tìm thấy sau 38 năm; số tiếp theo, M607, đã được tìm thấy do computer này sau gần hai giờ chạy máy. Ba số tiếp theo  — M1279, M2203, M2281 — đã được tìm thấy với cùng chương trình trên sau nhiều tháng nữa. M4253 là số nguyên tố Mersenne đầu tiên là số nguyên tố siêu lớn (trên 1000 chữ số thập phân - titanic), và M44497 là số nguyên tố đầu tiên có trên 10.000 chữ số thập phân (gigantic).
Đến tháng 10 năm 2024, chỉ mới biết 52 số nguyên tố Mersenne; số lớn nhất đã biết là số (2136 279 841 − 1). Cũng như nhiều số nguyên tố Mersenne trước đó, nó được tìm ra nhờ dự án tính toán phân tán trên Internet, được biết với tên gọi Tìm kiếm số nguyên tố Mersenne khổng lồ trên Internet (Great Internet Mersenne Prime Search - GIMPS).

## Các định lý về số nguyên tố Mersenne
- Nếu n là số nguyên dương, theo định lý nhị thức ta có thể viết:

{\displaystyle c^{n}-d^{n}=(c-d)\sum _{k=0}^{n-1}c^{k}d^{n-1-k}},
hay
{\displaystyle (2^{a}-1)\cdot \left(1+2^{a}+2^{2a}+2^{3a}+\dots +2^{(b-1)a}\right)=2^{ab}-1}
nhờ đặt {\displaystyle c=2^{a}}, {\displaystyle d=1}, và {\displaystyle n=b}
Chứng minh:
{\displaystyle (a-b)\sum _{k=0}^{n-1}a^{k}b^{n-1-k}}
{\displaystyle =\sum _{k=0}^{n-1}a^{k+1}b^{n-1-k}-\sum _{k=0}^{n-1}a^{k}b^{n-k}}
{\displaystyle =a^{n}+\sum _{k=1}^{n-1}a^{k}b^{n-k}-\sum _{k=1}^{n-1}a^{k}b^{n-k}-b^{n}}
{\displaystyle =a^{n}-b^{n}}
- Nếu {\displaystyle 2^{n}-1} là số nguyên tố, thì {\displaystyle n} là số nguyên tố.

Chứng minh
Do
{\displaystyle (2^{a}-1)\cdot \left(1+2^{a}+2^{2a}+2^{3a}+\dots +2^{(b-1)a}\right)=2^{ab}-1}
Nếu {\displaystyle n} không phải là nguyên tố, hoặc {\displaystyle n=ab} trong đó {\displaystyle 1<a,b<n}. Do đó, {\displaystyle 2^{a}-1} là ước của {\displaystyle 2^{n}-1}, hoặc {\displaystyle 2^{n}-1} không là nguyên tố.
- Với mọi số nguyên tố p lẻ, ước nguyên tố của Mp luôn có dạng {\displaystyle 2kp+1\equiv \pm 1{\pmod {8}}}.

Chứng minh
Gọi q là ước nguyên tố của 2p - 1 ta có:
{\displaystyle 2^{p}\equiv 1{\pmod {q}}}.
Theo định lý nhỏ Fermat ta có:
{\displaystyle 2^{q-1}\equiv 1{\pmod {q}}}.
Từ đó ta có q là ước chung của 2p - 1 và 2q - 1 - 1, hay là {\displaystyle \gcd(2^{p}-1,2^{q-1}-1)>1}(*).
Ta xét bổ đề sau: Nếu a và b là hai số nguyên dương phân biệt thì {\displaystyle \gcd(2^{a}-1,2^{b}-1)=2^{\gcd(a,b)}-1}.
Thật vậy, giả sử {\displaystyle \gcd(a,b)=d}, suy ra a = k1d và b = k2d.
Suy ra:
{\displaystyle 2^{a}-1=2^{k_{1}d}-1=\left(2^{d}-1\right)\times A}
{\displaystyle 2^{b}-1=2^{k_{2}d}-1=\left(2^{d}-1\right)\times B}
Tức là bổ đề ta đã đặt ra là đúng.
Từ bổ đề suy ra: {\displaystyle \gcd(2^{p}-1,2^{q-1}-1)=2^{\gcd(p,q-1)}-1}.
Giả sử {\displaystyle \gcd(p,q-1)=1} thì suy ra được {\displaystyle \gcd(2^{p}-1,2^{q-1}-1)=1}, mâu thuẫn với (*). Do đó ta phải có {\displaystyle \gcd(p,q-1)>1}. Do p là số nguyên tố nên {\displaystyle \gcd(p,q-1)=p} hay q - 1 = bp.
Do q là ước của Mp lẻ nên q lẻ, suy ra b = 2k hay q = 2kp + 1.
Do 2p ≡ 1 (mod q) nên 2p + 1 ≡ 2 (mod q), suy ra {\displaystyle 2^{\frac {p+1}{2}}} là căn bậc hai của 2 theo modulo (môđun) q, tức nó là nghiệm của:
{\displaystyle x^{2}\equiv 2{\pmod {q}}}.
Theo luật tương hỗ bậc hai:
{\displaystyle q\equiv \pm 1{\pmod {8}}}.

## Danh sách các số nguyên tố Mersenne đã biết cho đến nay
Tính đến  tháng 12 năm 2021 có 51 số nguyên tố Mersenne 2p − 1 tương ứng với số mũ p dưới đây:
2, 3, 5, 7, 13, 17, 19, 31, 61, 89, 107, 127, 521, 607, 1279, 2203, 2281, 3217, 4253, 4423, 9689, 9941, 11213, 19937, 21701, 23209, 44497, 86243, 110503, 132049, 216091, 756839, 859433, 1257787, 1398269, 2976221, 3021377, 6972593, 13466917, 20996011, 24036583, 25964951, 30402457, 32582657, 37156667, 42643801, 43112609, 57885161, 74207281, 77232917, 82589933. (dãy số A000043 trong bảng OEIS)
- Để hình dung độ lớn của số nguyên tố lớn nhất được tìm thấy (số thứ 48), ta cần có 4 647 trang giấy A4 để biểu diễn số đó với các chữ số trong hệ cơ số 10, 75 chữ số một dòng và 50 dòng một trang. Nếu dùng giấy định lượng 70g/m², sẽ cần hơn 10 kg giấy (2.324 tờ) để in thành tập dày khoảng 20 cm.
- Lấy 2 lũy thừa n trừ 1 nhân với số tương ứng thì sẽ cho ra số hoàn hảo.